# Коммунистическая партия Чили
Коммунистическая партия Чили (исп. Partido Comunista de Chile) — чилийская левая политическая партия, которая придерживается марксистско-ленинской идеологии. КПЧ является сторонницей мирного парламентского пути борьбы за интересы трудящихся и одной из немногих коммунистических партий мира, придерживающейся мирного пути борьбы за власть с момента своего основания. Партия имеет молодёжное крыло, основанное в 1932 году, — Коммунистическая молодёжь Чили (исп. Juventudes Comunistas de Chile). Среди наиболее известных и выдающихся членов КПЧ: Луис Эмилио Рекабаррен, Пабло Неруда, Виктор Хара, Гладис Марин, Виолета Парра, Володя Тейтельбойм, Луис Корвалан, Франсиско Колоане, Виктор Диас Лопес и др.
Партия играла важную роль в общественно-политической жизни Чили всю первую половину XX века, участвуя напрямую в работе или поддерживая ряд левых и левоцентристских правящих коалиций (Народный фронт, Демократический альянс, Народное единство), и вплоть до военного переворота 1973 года, после которого была запрещена до падения режима Пиночета в 1988 году. Впоследствии, из-за особенностей постпиночетовской политической системы Чили, долгое время была лишена представительства в парламенте, пока не вошла в состав левоцентристской коалиции Мишель Бачелет Новое большинство.
После более чем 30-ти летнего периода отсутствия своего представительства в парламенте, по итогам парламентских выборов 2017 года смогла сформировать полноценную фракцию из 8 (по состоянию на июль 2021 года — 9) депутатов во главе с Камиллой Вальехо. На парламентских выборах 2021 года партия получила 12 мандатов, а также впервые с 1973 года получила представительство в Сенате, проведя туда 2-х своих кандидатов.

## История партии
Коммунистическая партия Чили была основана под названием Социалистическая рабочая партия 4 июня 1912 года одним из видных деятелей рабочего движения Латинской Америки Луисом Эмилио Рекабарреном. Её I съезд, состоявшийся с 1 по 2 мая 1915 года, принял Программу и Устав, избрал центральный руководящий орган — Национальный исполнительный комитет.
На IV съезде СРП, проходившем в городе Ранкагуа в начале января 1922 года, она была переименована в Коммунистическую партию Чили. Тогда же было принято решение о её присоединении к Коминтерну.
В начале 1930-х годов партия выдвинула линию на создание Народного фронта, призванного объединить рабочих, крестьян и средние слои в борьбе за демократические преобразования.
В последующий период влияние КПЧ в массах значительно возросло. На президентских выборах 1938 года кандидат от Народного фронта, в состав которого входили Радикальная партия, коммунисты и Социалистическая партия, радикал Педро Агирре Серда, одержал победу над представителем правых Густаво Россом.
Однако в 1941 году между Коммунистической и Социалистической партиями произошел раскол, и коалиция распалась. Её фактическим преемником стал «Демократический альянс» — блок коммунистов и Радикальной партии, образованный в 1942 году. Кандидат «Демократического альянса» радикал Хуан Антонио Риос в 1942 году был избран президентом.
В годы Второй мировой войны КПЧ ориентировала свою деятельность на сплочение и мобилизацию чилийцев на борьбу с действовавшими в стране пронацистскими группами и инициировала кампанию поддержки и солидарности с Советским Союзом и антигитлеровской коалицией.
После войны в 1946 году коммунисты ненадолго вошли в правительство, сформированное представителем Радикальной партии, избранным президентом от «Демократического альянса», Гонсалесом Виделой, однако вскоре были выведены из его состава. Затем Видела, напуганный численным ростом коммунистов (до 50 000 членов партии) и поощряемый США, начал антикоммунистические репрессии. Несмотря на протест левого крыла Соцпартии, продолжавшей входить в правительственную коалицию, в стране был принят закон «О защите демократии», по которому КПЧ, а также ряд профсоюзов, были запрещены и ушли в подполье.
На президентских выборах 1952 года Коммунистическая и Социалистическая партии сформировали Народный фронт, кандидатом от которого был выдвинут Сальвадор Альенде, получивший тогда небольшой процент голосов (5,4 %).
В 1956 году левые силы создали новую коалицию — Фронт народного действия (ФНД). Получив после отмены в августе 1958 года закона «О защите демократии» право легальной деятельности, Компартия в составе ФНД выдвинула на выборах того же года своим кандидатом Сальвадора Альенде, который получил значительную поддержку избирателей, но уступил кандидату правых Хорхе Алессандри.
Для борьбы за осуществление земельной реформы коммунисты Чили в мае 1961 года инициировали создание Национальной федерации крестьян и индейского населения.
В 1960-е годы партия принимала активное участие в избирательных кампаниях — парламентской 1961 и президентской 1964 года, усилив свои позиции. На первых после легализации выборах Компартия собрала на выборах 157 000 голосов и получила 16 мест в палате депутатов и 4 места (одно из которых занял генеральный секретарь КПЧ Луис Корвалан) в сенате. На следующих выборах (1965 года) количество голосов, отданных за КПЧ, возросло до 300 000.
По итогам выборов 1969 года, она увеличила своё представительство в Палате депутатов с 18 (1965) до 22 депутатов и получила 6 мест в Сенате.
В декабре 1969 года между левыми политическими силами была достигнута договорённость о формировании коалиции «Народное единство» (исп. Unidad Popular), в которую, помимо КПЧ, вошли социалисты, представители Радикальной и Социал-демократической партий, бывшие христианские демократы из Движения единого народного действия (MAPU), а с 1971 года — также «Левые христиане». Соглашение, заключенное между вышеназванными организациями, предусматривало совместную борьбу за завоевание власти в целях ликвидации господства иностранного империализма, местных монополий, помещичьей олигархии и перехода в дальнейшем к строительству социализма.
Кандидатом в президенты от Народного Единства был выдвинут Сальвадор Альенде, победа которого на выборах в сентябре 1970 года дала коммунистам возможность принять активное участие в претворении в жизнь программы левых сил.
Примечательно, что сама Компартия Чили, ратовавшая за умеренные реформы и компромисс с христианскими демократами, занимала в это время менее радикальные позиции, чем находившееся в оппозиции правительству Левое революционное движение (МИР) и даже ведущая сила «Народного единства» — Социалистическая партия Чили, в которой преобладало близкое к Альенде марксистское крыло.
На парламентских выборах 1973 года КПЧ увеличила число своих представителей в палате депутатов до 25, а в сенате до 9.
После военного переворота 11 сентября 1973 года партия в условиях диктатуры Пиночета была запрещена, тысячи членов и сторонников убиты, брошены в тюрьмы или были вынуждены покинуть страну. В тайной полиции ДИНА действовали специальные подразделения — «Бригада Lautaro» майора Моралеса Сальгадо и «Группа Delfin» капитана Барриги, занятые преследованиями и убийствами коммунистов. КПЧ вновь ушла в подполье. Нелегальные структуры возглавлял заместитель генерального секретаря Виктор Диас Лопес. В мае 1976 он был схвачен ДИНА на улице Конференция и в конце года убит. Но при этом партия продолжала возлагать долю ответственности за падение демократически избранного правительства Альенде на леворадикальные группы.
В начале 1980-х годов Коммунистическая партия Чили приняла линию на организацию борьбы с режимом любыми возможными способами, в том числе и с оружием в руках. В 1983 году ею было инициировано создание Патриотического фронта Мануэля Родригеса (ПФМР) — организации, которая начала вооружённую борьбу с диктатурой. Одной из самых известных акций фронта стало покушение на генерала Пиночета в 1986 году.
Запрет на деятельность Коммунистической партии Чили был снят после отставки Пиночета и восстановления демократии в 1990 году. На президентских выборах 1999/2000 года КПЧ выдвинула своего генерального секретаря Гладис Марин, получившую 3,2 % в первом туре. Во вторых турах выборов КПЧ традиционно поддерживает левоцентристских кандидатов от Коалиции партий за демократию (Концертасьон) — Рикардо Лагоса в 2000 году, Мишель Бачелет в 2006 году.
Однако в остальном партия в начале XXI века дистанцировалась от своих бывших партнёров. В 2003 году Компартия и ряд других левых сил (Гуманистическая партия, «Левые христиане», МИР, Патриотический фронт Мануэля Родригеса, Чилийская коммунистическая партия (Пролетарское действие) — всего около 50 партий и организаций) создали коалицию «Вместе мы сможем больше (для Чили)» (Juntos Podemos Más). На выборах в нижнюю палату парламента 11 декабря 2005 года коалиция получила 7,38 % голосов (из них КПЧ — 5,1 %), но в силу особенностей избирательной системы Чили не получила ни одного места.
В качестве президентского кандидата в 2005 году Juntos Podemos Más выдвинула Томаса Хирша от Гуманистической партии, он набрал 5,4 %.

## Современная политика
На президентских выборах 2009 года кандидат Juntos Podemos Más Хорхе Аррате набрал 6,21 %. На парламентских выборах 2009 года Juntos Podemos Más изменил прежнюю тактику и примкнул к доминирующей на политической сцене после восстановления демократии Коалиции партий за демократию. Это позволило КПЧ впервые после ухода Пиночета получить 3 места в парламенте (132.305 голосов).
На парламентских выборах 2013 года КПЧ выступала в составе коалиции «Новое большинство», которая закрепила вхождение КПЧ в левоцентристский блок, ранее известный как Коалиция партий за демократию. На долю КПЧ пришлись 255.242 голоса (4,11 %) и 6 депутатских мест из 67, полученных «Новым большинством» в Палате депутатов. В Сенате КПЧ мест не имеет. Собственного кандидата на президентских выборах 2013 не выдвигала, поддерживая единого кандидата «Нового большинства» Мишель Бачелет.
На всеобщих выборах 19 ноября 2017 года партия также принимала участие в составе коалиции «Новое большинство» и поддерживала её кандидата на пост президента, беспартийного Алехандро Гильера, проигравшего во втором туре кандидату от правого блока «Чили, вперед!» Себастьяну Пиньера, уже занимавшему в прошлом президентский пост противнику КПЧ. Результат партии на парламентских выборах оказался, несмотря на поражение коалиции в целом, лучше 2013 года — она получила 275,096 голосов избирателей (4,59 %) и увеличила своё представительство до 8 депутатов (лучший результат с 1990 года), хотя провести своих кандидатов в Сенат ей по-прежнему не удалось. По состоянию на июль 2021 года, фракция КПЧ в чилийском парламенте состоит из 9 депутатов.
После поражения «Нового большинства» на выборах, ХДП разорвала коалиционное соглашение и вышла из него, что фактически привело к коллапсу блока, а в следующем году — к его официальному распаду. В отличие от своих партнёров из бывшей «Коалиции партий за демократию», решивших продолжать сотрудничество напрямую в составе новой коалиции «Прогрессивная конвергенция», коммунисты пошли на сближение с либертарными левыми и регионалистами, сформировав блок «Достойное Чили». Тем не менее, во время протестов 2019-2020 года против Пиньеры, они вновь координировали свои действия с социалистами, радикалами и христианскими демократами (в меньшей степени), добившись проведения плебисцита по отмене пиночетовской Конституции и проведения выборов в Конституционную ассамблею, на которых блок «Достойное Чили», объединившись с новыми левыми из «Широкого фронта» в альянс «Одобряю достоинство», получил даже больше голосов, чем их бывшие партнёры по «Новому большинству», объединившиеся в коалицию «Новый социальный пакт» (1,070,361 против 825,397), тем самым заняв 2-е место.
В результате парламентских выборов 2021 года КПЧ, как ведущая сила альянса «Одобряю достоинство», обеспечила большую часть голосов за него (464 885 из 1 325 232) и провела 12 своих кандидатов в Палату депутатов, а также — впервые с 1973 года — 2-х кандидатов в Сенат.
На президентских выборах в ноябре—декабре 2021 года КПЧ и её союзники по «Одобряя достоинство» поддержали кандидатуру Габриэля Борича от «Социальной конвергенции», который смог выйти во второй тур против кандидата от правого блока «Христианско-социальный фронт» Хосе Антонио Каста с результатом 25,82% голосов. Во втором туре он был также поддержан и «Новым социальным пактом», консолидированная поддержка электората двух коалиций привела к его победе над Кастом с перевесом почти в 1 млн. голосов.

## Печатные органы
КПЧ издает еженедельник «El Siglo» и теоретический журнал «Pluma y Pincel».

## Руководство
Руководящий орган партии — Центральный комитет (избирается съездом). ЦК избирает председателя и генерального секретаря, формирует Политкомиссию и Секретариат.

### Список генеральных секретарей КПЧ
- Луис Гонсалес (1915-?)
- Рамон Сепульведа Леаль (1922-?)
- Гальварино Хиль (?-?)
- Макловио Гальдамес (1925—1926)
- Хосе Сантос Савала (1927)
- Исайас Ириарте (1927—1929)
- Карлос Контрерас Лабарка (1931—1946)
- Рикардо Фонсека (1946—1949)
- Гало Гонсалес Диас (1949—1958)
- Луис Корвалан (1958—1989)
- Володя Тейтельбойм (1989—1994)
- Гладис Марин (1994—2002)
- Гильермо Тейльер (2002—2005)
- Лаутаро Кармона (2005—2023)
- Барбара Фигероа[исп.] (с 2023)

### Список председателей партии
- Элиас Лаферте (1939—1961)
- Гладис Марин (2002—2005)
- Гильермо Тейльер (2005—2023)
- Лаутаро Кармона (с 2023)

## Съезды Коммунистической партии Чили
- I съезд — 1-2 мая 1915, Сантьяго
- II съезд — 1-2 июня 1920, Антофагаста
- III съезд — 25-26 декабря 1920, Вальпараисо
- IV съезд — 1-2 января 1922, Ранкагуа
- V съезд — декабрь 1923, Чильян
- VI съезд — 18-19 сентября 1924, Винья-дель-Мар
- VII съезд — декабрь 1925, Сантьяго
- VIII съезд — 1-2 января 1927, Сантьяго
- IX съезд — 30 марта-апрель 1933, Овалье
- X съезд — 10-16 апреля 1938, Сантьяго
- XI съезд — 21-23 декабря 1939, Сантьяго
- XII съезд — 26 декабря 1941-1 января 1942, Сантьяго
- XIII съезд — 8-15 декабря 1945, Сантьяго
- XIV съезд — апрель 1956, Картахена
- XV съезд — 18-23 ноября 1958, Сантьяго
- XVI съезд — 13-18 марта 1962, Сантьяго
- XVII съезд — 10-17 октября 1965, Сантьяго
- XVIII съезд — 23-29 ноября 1969, Сантьяго
- XIX съезд — май 1989, Лазурный берег
- XX съезд — 11-15 августа 1994, Сантьяго
- XXI съезд — 15-18 октября 1998, Сантьяго
- XXII съезд — 31 октября-3 ноября 2002, Сантьяго
- XXIII съезд — 24-26 ноября 2006, Сантьяго
- XXIV съезд — 10-12 декабря 2010, Сантьяго
- XXV съезд — 1-3 апреля 2016, Сантьяго